# Pristiphora maesta
Pristiphora maesta är en stekelart som först beskrevs av Ernst Gustav Zaddach 1876.  Pristiphora maesta ingår i släktet Pristiphora, och familjen bladsteklar. Arten är reproducerande i Sverige.